# Liberali e Democratici Fiamminghi Aperti
I Liberali e Democratici Fiamminghi Aperti (in olandese Open Vlaamse Liberalen en Democraten, Open VLD) sono un partito politico belga operativo nella comunità fiamminga costituitosi nel 1992 dalla trasformazione del Partito per la Libertà e il Progresso (Partij voor Vrijheid en Vooruitgang), nato nel 1972 dalla dissoluzione dell'omonimo partito unitario; inizialmente designato come Liberali e Democratici Fiamminghi (Vlaamse Liberalen en Democraten), è stato ridenominato nel 2007.
Alle elezioni del 1995, i VLD ottennero il 13,1% dei voti alla Camera ed il 21,2 al Senato, eleggendo 21 deputati e 6 senatori. Nelle elezioni successive il partito ha incrementato i propri consensi: Camera 14,3% (1999) - 15,4% (2003); Senato 24,6% (1999) - 24,7% (2003).
I VLD sono stati al governo dal 1999 e dal 2003 ed hanno formato un governo con socialisti (SP.a e PS), socio-liberali (SPIRIT) e liberali centristi (MR). Nelle Fiandre i VLD sono al governo con SP.a, Spirit e democratici cristiani (CD&V). Alle elezioni europee del 2004 i VLD si allearono con il partito Vivant, socio-liberale. I VLD, nonostante l'alleanza, ottennero lo stesso risultato delle elezioni precedenti, il 21,9% dei voti, ed elessero 3 deputati europei.
Alle elezioni politiche del 2007 il VLD si è presentato come Open-VLD. il cambio di nome, però, non ha contenuto l'emorragia di consensi. I liberali fiamminghi, infatti, sono passati dal 15,4% all'11,8%, calando da 25 a 18 seggi, perdendo il primato in Parlamento e divenendo il quinto partito per numero di deputati.

## Ideologia
I VLD nasce, sotto la spinta del fondatore, Guy Verhofstadt, come un partito liberista di stampo thatcheriano. Col passare del tempo, il partito ha però moderato molte sue posizioni, ponendo maggiore attenzione alle politiche sociali e solidaristiche. Tra il 2000 ed il 2004, il partito, proprio durante il governo guidato da Verhofstadt, è stato accusato dai liberisti più tradizionali di aver abbandonato le sue politiche originarie a causa dell'alleanza con i socialisti francofoni. Jean-Marie Dedecker lo lascia nel 2007 per fondare la Lista Dedecker.
I VLD sono membri dell'Internazionale liberale e dell'ALDE.

## Presidenti

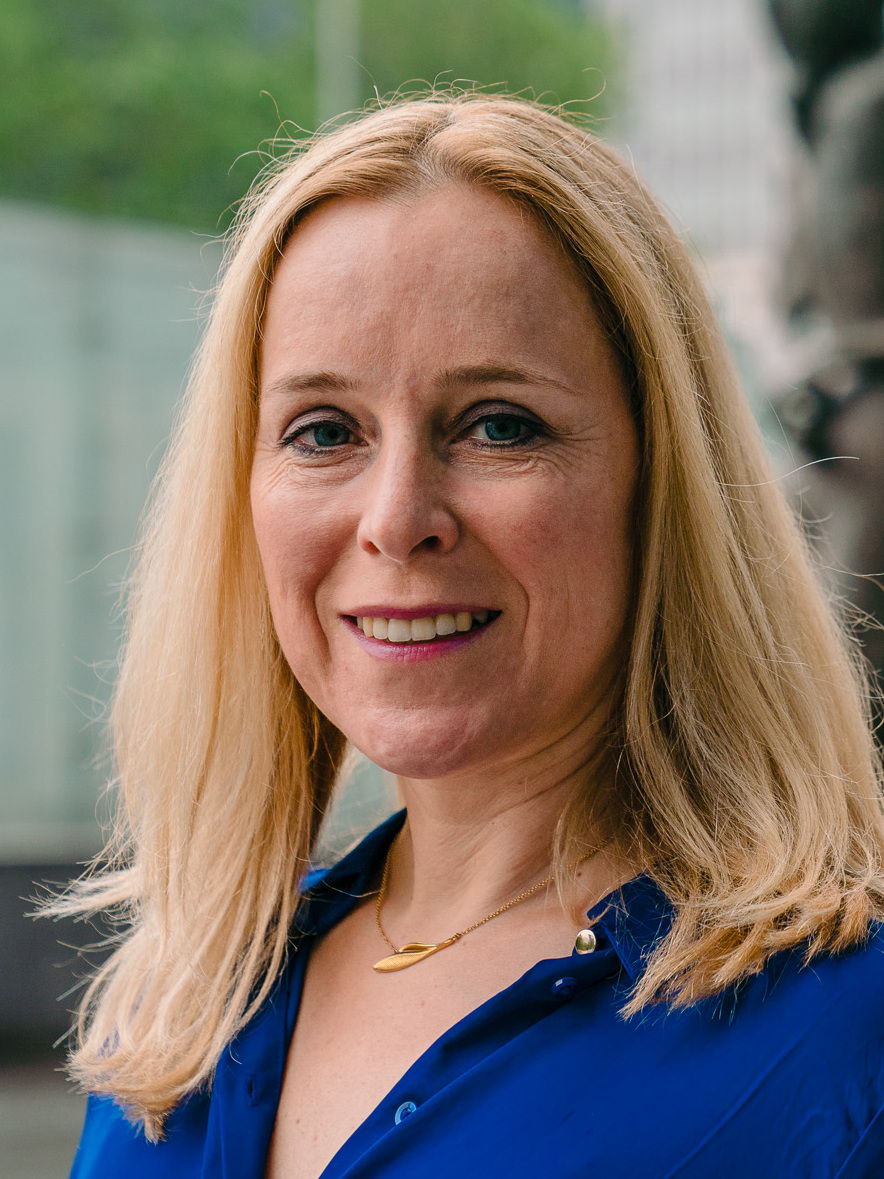
Eva De Bleeker, presidente dal 2024

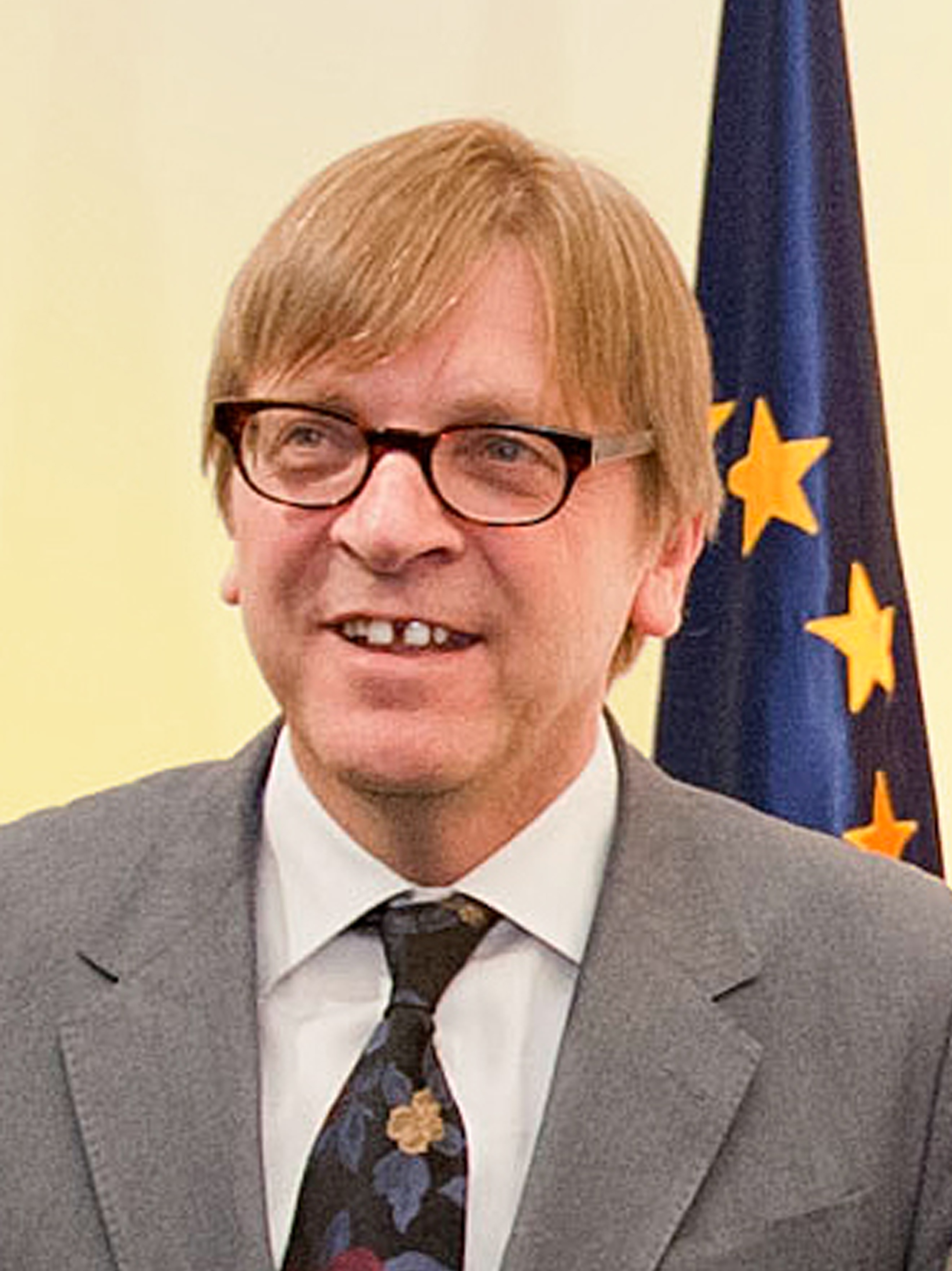
Guy Verhofstadt, presidente rimasto più a lungo alla guida dell'Open Vld

| Presidente                                 | Periodo                              | Note |
| Liberali e Democratici Fiamminghi          | Liberali e Democratici Fiamminghi    | Liberali e Democratici Fiamminghi |
| ------------------------------------------ | ------------------------------------ | --- |
| Guy Verhofstadt                            | 15 novembre 1992 – 16 settembre 1995 | Rieletto il 19 giugno 1993. |
| Herman De Croo                             | 16 settembre 1995 – 7 giugno 1997    | Eletto il 16 settembre 1995. |
| Guy Verhofstadt                            | 7 giugno 1997 – 12 luglio 1999       | Eletto il 7 giugno 1997. Dal 23 giugno 1999 le sue funzioni di presidente sono state assunte da Rik Daems.                                                                                                 |
| Rik Daems                                  | 23 giugno 1999 – 12 luglio 1999      | Presidente ad interim. |
| Karel De Gucht                             | 12 luglio 1999 – 19 luglio 2004      | Presidente ad interim fino al 20 novembre 1999. Eletto il 20 novembre 1999, rieletto il 21 aprile 2001. Le sue funzioni di presidente sono state svolte da Dirk Sterckx dal 15 febbraio al 13 giugno 2004. |
| Dirk Sterckx                               | 15 febbraio 2004 – 13 giugno 2004    | Presidente ad interim. |
| Liberali e Democratici Fiamminghi Aperti   |                                      | |
| Bart Somers                                | 19 luglio 2004 – 7 giugno 2009       | Presidente ad interim fino al 4 dicembre 2004. Eletto il 4 dicembre 2004, rieletto l'8 marzo 2008. |
| Guy Verhofstadt                            | 8 giugno 2009 – 12 dicembre 2009     | Presidente ad interim. |
| Alexander De Croo                          | 12 dicembre 2009 – 18 ottobre 2012   | Eletto il 12 dicembre 2009. |
| Guy Verhofstadt e Vincent Van Quickenborne | 18 ottobre 2012 – 8 dicembre 2012    | Presidenti ad interim. |
| Gwendolyn Rutten                           | 8 dicembre 2012 – 22 maggio 2020     | Eletta l'8 dicembre 2012, rieletta il 26 marzo 2016. |
| Egbert Lachaert                            | 22 maggio 2020 – 4 luglio 2023       | Eletto il 22 maggio 2020. |
| Tom Ongena                                 | 4 luglio 2023 – 24 agosto 2024       | Presidente ad interim fino al 23 settembre 2023. Eletto ufficialmente il 23 settembre 2023. |
| Eva De Bleeker                             | 24 agosto 2024 – in carica           | Eletta il 24 agosto 2024. |

## Membri (ed ex membri)
- Els Ampe
- Filip Anthuenis
- Yolande Avontroodt
- Ward Beysen
- Fons Borginon
- Boudewijn Bouckaert
- Louis Bril
- Ann Brusseel
- Jacky Buchmann
- Patricia Ceysens
- Pierre Chevalier
- Luc Coene
- René Coppens
- Willy Cortois
- Hugo Coveliers
- Koen Crucke
- Rik Daems
- Philippe De Backer
- Eva De Bleeker
- Maggie De Block
- Robby De Caluwé
- Willy De Clercq
- Mathias De Clercq
- Alexander De Croo
- Herman De Croo
- Jean-Marie Dedecker

- Roland Defreyne
- Paul De Grauwe
- Jean-Jacques De Gucht
- Karel De Gucht
- Carla Dejonghe
- Patrick De Klerck
- Irina De Knop
- André Denys
- Guido De Padt
- Annick De Ridder
- Gwenny De Vroe
- Patrick Dewael
- Patricia De Waele
- Willy De Waele
- Sihame El Kaouakibi
- Jaak Gabriëls
- Sven Gatz
- André Geens
- Walter Grootaers
- Peter Gysbrechts
- Margriet Hermans
- Fernand Huts
- Marino Keulen
- Sabien Lahaye-Battheu
- Michel Landuyt
- Goedele Liekens

- Nele Lijnen
- Stéphanie Meire
- Fientje Moerman
- Ludwig Neefs
- Annemie Neyts
- Camille Paulus
- Lydia Peeters
- Jaak Pijpen
- Karel Pinxten
- Peter Reekmans
- Laurent Rens
- Gwendolyn Rutten
- Ivan Sabbe
- Willem-Frederik Schiltz
- Armand Schreurs
- Herman Schueremans
- Bart Somers
- Paul Staes
- Dirk Sterckx
- Kristl Strubbe
- Martine Taelman
- Willy Taelman
- John Taylor
- Kenneth Taylor
- Bart Tommelein
- Annemie Turtelboom

- Jef Valkeniers
- Luk Van Biesen
- Ludo Van Campenhout
- Carina Van Cauter
- Marc Vanden Bussche
- Vera Van der Borght
- Marleen Vanderpoorten
- Johan Van Hecke
- Guy Vanhengel
- Patrik Vankrunkelsven
- Dirk Van Mechelen
- Vincent Van Quickenborne
- Jean-Luc Vanraes
- Sas van Rouveroij
- Herman Van Thillo
- Mercedes Van Volcem
- Hilde Vautmans
- Lode Vereeck
- Dirk Verhofstadt
- Guy Verhofstadt
- Geert Versnick
- Marc Verwilghen
- Lieve Wierinck
- Frank Wilrycx
- Khadija Zamouri

## Risultati elettorali
| Elezione          | Elezione     | Voti      | %     | Seggi    |
| ----------------- | ------------ | --------- | ----- | -------- |
| Europee 1994      | Europee 1994 | 678 421   | 11,38 | 3 / 25   |
| Parlamentari 1995 | Camera       |           |       | 21 / 150 |
| Parlamentari 1995 | Senato       |           |       | 6 / 40   |
| Europee 1999      | Europee 1999 | 847 099   | 13,61 | 3 / 25   |
| Parlamentari 1999 | Camera       |           |       | 3 / 150  |
| Parlamentari 1999 | Senato       |           |       | 6 / 40   |
| Parlamentari 2003 | Camera       | 1 009 223 | 15,36 | 25 / 150 |
| Parlamentari 2003 | Senato       | 1 007 868 | 15,38 | 7 / 40   |
| Europee 2004      | Europee 2004 | 880 279   | 13,56 | 3 / 24   |
| Parlamentari 2007 | Camera       | 789 455   | 11,83 | 18 / 150 |
| Parlamentari 2007 | Senato       | 821 980   | 12,40 | 5 / 40   |
| Europee 2009      | Europee 2009 | 837 884   | 12,76 | 3 / 22   |
| Parlamentari 2010 | Camera       | 563 873   | 8,64  | 13 / 150 |
| Parlamentari 2010 | Senato       | 533 124   | 8,24  | 4 / 40   |
| Parlamentari 2014 | Camera       | 659 571   | 9,78  | 14 / 150 |
| Europee 2014      | Europee 2014 | 859 099   | 12,84 | 3 / 21   |
| Parlamentari 2019 | Camera       | 579 334   | 8,54  | 12 / 150 |
| Europee 2019      | Europee 2019 | 678 051   | 10,07 | 2 / 21   |
| Parlamentari 2024 | Camera       | 380 659   | 5,52  | 7 / 150  |
| Europee 2024      | Europee 2024 | 410 743   | 5,76  | 1 / 22   |